# شهرستان هامبولت (آیووا)
شهرستان هامبولت، آیووا (به انگلیسی: Humboldt County, Iowa) شهرستانی در ایالات متحده آمریکا است که در آیووا واقع شده‌است.

## خصوصیات
شهرستان هامبولت ۱٬۱۲۹٫۲۴ کیلومترمربع مساحت دارد.